# Strife (groupe britannique)
Pour les articles homonymes, voir Strife.
Strife est un trio britannique de hard rock et de rock progressif actif au milieu des années 1970, auteur de deux albums studio.

## Membres du groupe
- David Williams : batterie[2] ;
- Gordon Rowley : basse, production[3] ;
- John Reid : guitare électrique, chant, composition[4].

## Discographie

### Albums studio
- 1975 : Rush (Chrysalis)
- 1978 : Back To Thunder (Gull)

### Album live
- 2006 : Rockin' The Boat - Live at The Nottingham Boat Club (Timeline Records, TLCD 003)

### Single
- 1977 : School (EMI International)